# Mint Hill
Mint Hill é uma vila localizada no estado norte-americano da Carolina do Norte, no Condado de Mecklenburg.

## Demografia
Segundo o censo norte-americano de 2000, a sua população era de 14.922 habitantes.
Em 2006, foi estimada uma população de 18.663, um aumento de 3741 (25.1%).

## Geografia
De acordo com o United States Census Bureau tem uma área de 55,1 km², dos quais 55,0 km² cobertos por terra e 0,1 km² cobertos por água. Mint Hill localiza-se a aproximadamente 236 m acima do nível do mar.

## Localidades na vizinhança
O diagrama seguinte representa as localidades num raio de 16 km ao redor de Mint Hill.